# Piet Dankert
Piet Dankert, all'anagrafe Pieter Dankert (Stiens, 8 gennaio 1934 – Perpignano, 21 giugno 2003), è stato un politico olandese.
Esponente del Partito del Lavoro, ricoprì l'incarico di europarlamentare per quattro legislature, venendo eletto al Parlamento europeo alle elezioni del 1979, del 1984, del 1989 e del 1994.
Dal 1982 al 1984 è stato Presidente del Parlamento Europeo. Nei suoi ultimi anni come eurodeputato per il suo partito, si è battuto soprattutto per la futura adesione della Turchia all'Unione europea.
Il 21 giugno 2003 Piet Dankert morì all'età di 69 anni in Francia, a Perpignano.

## Vita privata
Dankert era sposato con Paulette dal 1962. Hanno avuto un figlio e due figlie.

## Onorificenze

### Nazionali
- Grande Ufficiale dell'Ordine di Orange-Nassau (8 ottobre 1994)
- Cavaliere dell'Ordine del Leone dei Paesi Bassi (30 aprile 1980)

### Estere
- : Grande Ufficiale dell'Ordine di Leopold II (1º agosto 1996)
- : Grande Croce dell'Ordine di Merito (31 ottobre 1987)